# Condado de Fulton (Pensilvania)
El condado de Fulton (en inglés: Fulton County), fundado en 1851, es uno de 67 condados del estado estadounidense de Pensilvania. En el año 2000 tenía una población de 14,261 habitantes con una densidad poblacional de 13 personas por km². La sede del condado es McConnellsburg.

## Geografía
Según la Oficina del Censo, el condado tiene un área total de 1134 km² (437,8 mi²), de la cual 1134 km² (437,8 mi²) es tierra y 0 km² (0 mi²) (0.11%) es agua.

### Condados
- Condado de Huntingdon (norte)
- Condado de Franklin (este)
- Condado de Washington (Maryland) (sur)
- Condado de Allegany (Maryland) (suroeste)
- Condado de Bedford

## Demografía
Según el censo de 2000, había 14,261 personas, 5,660 hogares y 4,097 familias residiendo en la localidad. La densidad de población era de 13 hab./km². Había 6,790 viviendas con una densidad media de 6 viviendas/km². El 98.25% de los habitantes eran blancos, el 0.66% afroamericanos, el 0.20% amerindios, el 0.11% asiáticos, el 0.01% isleños del Pacífico, el 0.04% de otras razas y el 0.72% pertenecía a dos o más razas. El 0.36% de la población eran hispanos o latinos de cualquier raza.

## Localidades

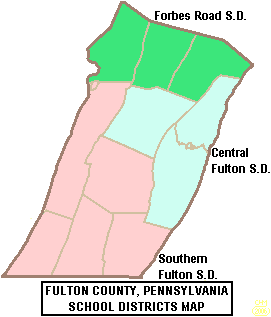
Mapa de los distritos escolares del condado de Fulton

### Boroughs
McConnellsburg |
Valley-Hi 

### Municipios
Ayr |
Belfast |
Bethel |
Brush Creek |
Dublin |
Licking Creek |
Taylor |
Thompson |
Todd |
Union |
Wells 

### Áreas no incorporadas
Burnt Cabins 